# Schachweltmeisterschaft 2008

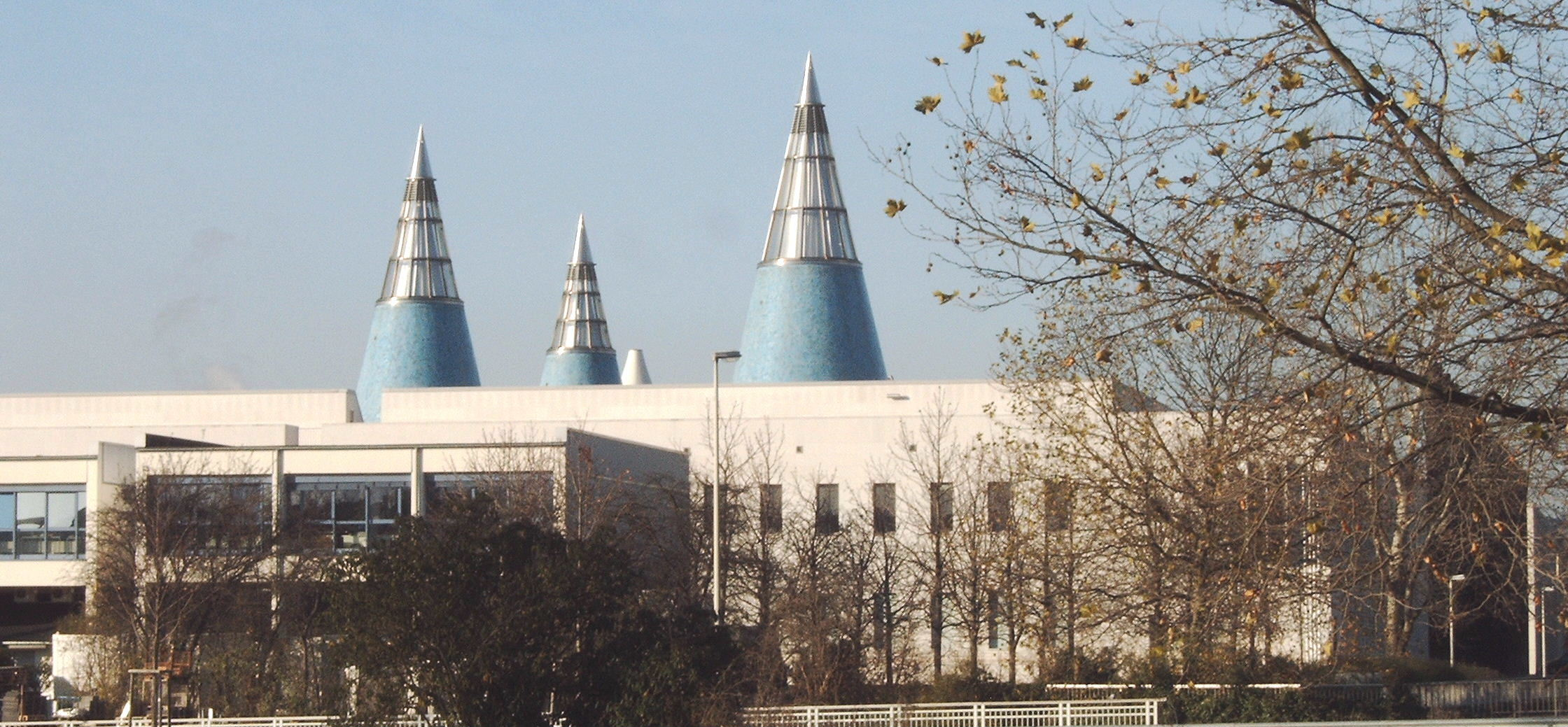
Bundeskunsthalle in Bonn

Die Schachweltmeisterschaft 2008 wurde zwischen dem amtierenden Schachweltmeister Viswanathan Anand und seinem Herausforderer Wladimir Kramnik vom 14. Oktober bis 29. Oktober 2008 in Bonn ausgetragen. Schauplatz war die Bundeskunsthalle. Anand war seit der Schachweltmeisterschaft 2007 in Mexiko-Stadt Titelträger, bei der Kramnik als Titelverteidiger nur Zweiter wurde. Kramnik wurde dieser WM-Kampf durch eine spezielle Regel-Klausel des Weltschachbundes FIDE ermöglicht, die ihm und dem früheren FIDE-Weltmeister Wesselin Topalow nach dem Vereinigungskampf 2006 Privilegien zusicherte.
Anand verteidigte seinen Weltmeistertitel vorzeitig nach elf Partien mit 6½:4½ Punkten.

## Hintergrund
Als 2006 der Vereinigungskampf zwischen dem FIDE-Weltmeister Wesselin Topalow und dem „klassischen“ Weltmeister Kramnik stattfand, standen bereits die Planungen der FIDE für die Schachweltmeisterschaft 2007 in Mexiko. Ein Startplatz in diesem Turnier war bereits für den Sieger der vorausgehenden FIDE-Weltmeisterschaft 2005, die in Argentinien stattgefunden hatte, reserviert, aber Topalow, der dieses Turnier gewonnen hatte, stimmte zu, dass im Falle seiner Niederlage beim Vereinigungskampf 2006 sein Startplatz 2007 an Kramnik übergehen würde, was auch geschah. Dies hatte zur Folge, dass Topalow (damals Zweiter in der FIDE-Weltrangliste) nicht am WM-Turnier 2007 teilnehmen durfte; er erhielt jedoch das Recht, 2008 gegen Kramnik ein Revanchematch zu spielen, falls dieser die Weltmeisterschaft 2007 gewänne. Für den Fall, dass Kramnik nicht gewänne – und dieser Fall trat durch Anands Sieg ein – ging das Recht auf einen Revanchekampf 2008 an Kramnik, während Topalow das Recht erhielt, gegen den Gewinner des FIDE-Weltpokals 2007 – es siegte Gata Kamsky – ein Match um das Herausforderungsrecht bei der Schachweltmeisterschaft 2010 zu bestreiten, wo der Weltmeister von 2008 seinen Titel zu verteidigen hatte.

## Bilanz Anand/Kramnik vor der WM
Zwischen 1989 und 2008 spielten Anand und Kramnik insgesamt 51 Turnierpartien gegeneinander.
|                                  | Sieg Anands | Remis | Sieg Kramniks |
| -------------------------------- | ----------- | ----- | ------------- |
| Anand (Weiß) – Kramnik (Schwarz) | 2           | 19    | 0             |
| Kramnik (Weiß) – Anand (Schwarz) | 2           | 22    | 6             |
| Insgesamt                        | 4           | 41    | 6             |

## Wettkampfbedingungen

### Grundregeln
Der Zweikampf sollte über zwölf Partien mit klassischer Bedenkzeit gespielt werden: 120 Minuten für die ersten 40 Züge, 60 Minuten für die nächsten 20 und 15 Minuten für den Rest der Partie mit einem Zusatz von 30 Sekunden pro Zug von Zug 61 an (Spielplan und Regeln, Abschnitte 1.1 und 3.5.1). Der Spieler, der zuerst 6,5 Punkte erzielt hatte, war Sieger.

### Tiebreak-Regeln
Für den Fall eines Gleichstands nach zwölf Partien wäre am 2. November ein Stechen (Tiebreak) angesetzt worden: Dabei sollten zunächst vier Schnellschachpartien mit einer Bedenkzeit von 25 Minuten und zusätzlich 10 Sekunden pro Zug die Entscheidung herbeiführen. Stände es dann nach Punkten wieder Unentschieden, wären nochmals zwei Partien angesetzt, wobei die Bedenkzeit auf fünf Minuten mit einem Zusatz von weiterhin 10 Sekunden pro Zug verkürzt worden wäre. Hätte auch nach diesen beiden Partien jeder gleich viele Punkte, hätte eine einzige Partie über den Weltmeistertitel entschieden. Derjenige Spieler, dem Weiß zugelost worden wäre, hätte sechs Minuten für die gesamte Partie erhalten, Schwarz dagegen nur fünf Minuten. Einen Zeitzusatz pro ausgeführtem Zug hätte es nicht mehr gegeben. Hätte diese Partie remis geendet, wäre der Spieler mit den Schwarzen Steinen zum Sieger erklärt worden (Spielplan und Regeln, Abschnitt 3.7). Für den Tiebreak würde FIDE-Regel C3 außer Kraft gesetzt. Ein regelwidriger Zug hätte somit in den Blitzpartien nicht zum sofortigen Verlust geführt. Beim ersten regelwidrigen Zug hätte der Gegner bei Reklamation zwei Extraminuten erhalten und die Stellung vor dem regelwidrigen Zug wäre wiederhergestellt worden. Beim zweiten Mal wäre die Partie verloren. Sollte die Anfangsstellung falsch aufgebaut worden sein, hätten die Spieler zehn Züge Zeit für eine Korrektur. Die Schiedsrichter schrieben die Züge mit, wobei die Spieler jederzeit Einsicht in das Partieformular hätten nehmen können und ein Remis durch Stellungswiederholung oder 50-Züge-Regel reklamieren hätten können. Bei einer inkorrekten Reklamation hätte der Gegner drei Minuten gutgeschrieben bekommen und der Reklamierende die Hälfte der Bedenkzeit, jedoch maximal drei Minuten, abgezogen bekommen (Spielplan und Regeln, Abschnitt 3.7).

### Rahmenbedingungen
Kramnik schätzte die Weltmeisterschaft in Duellform gegenüber der Austragung in einem WM-Turnier wie 2007 als „zehnmal wichtiger“ ein. Anand dagegen äußerte sich positiv gegenüber der Weltmeisterschaft in einem Doppelrundenturnier, wie es bei den Weltmeisterschaften 2005 in San Luis und 2007 in Mexiko-Stadt angewandt wurde – auch hinsichtlich der Attraktivität für das Publikum. Das einmalige Recht Kramniks auf die Herausforderung 2008 (siehe auch Abschnitt Hintergrund) kritisierte er jedoch als lächerlich.

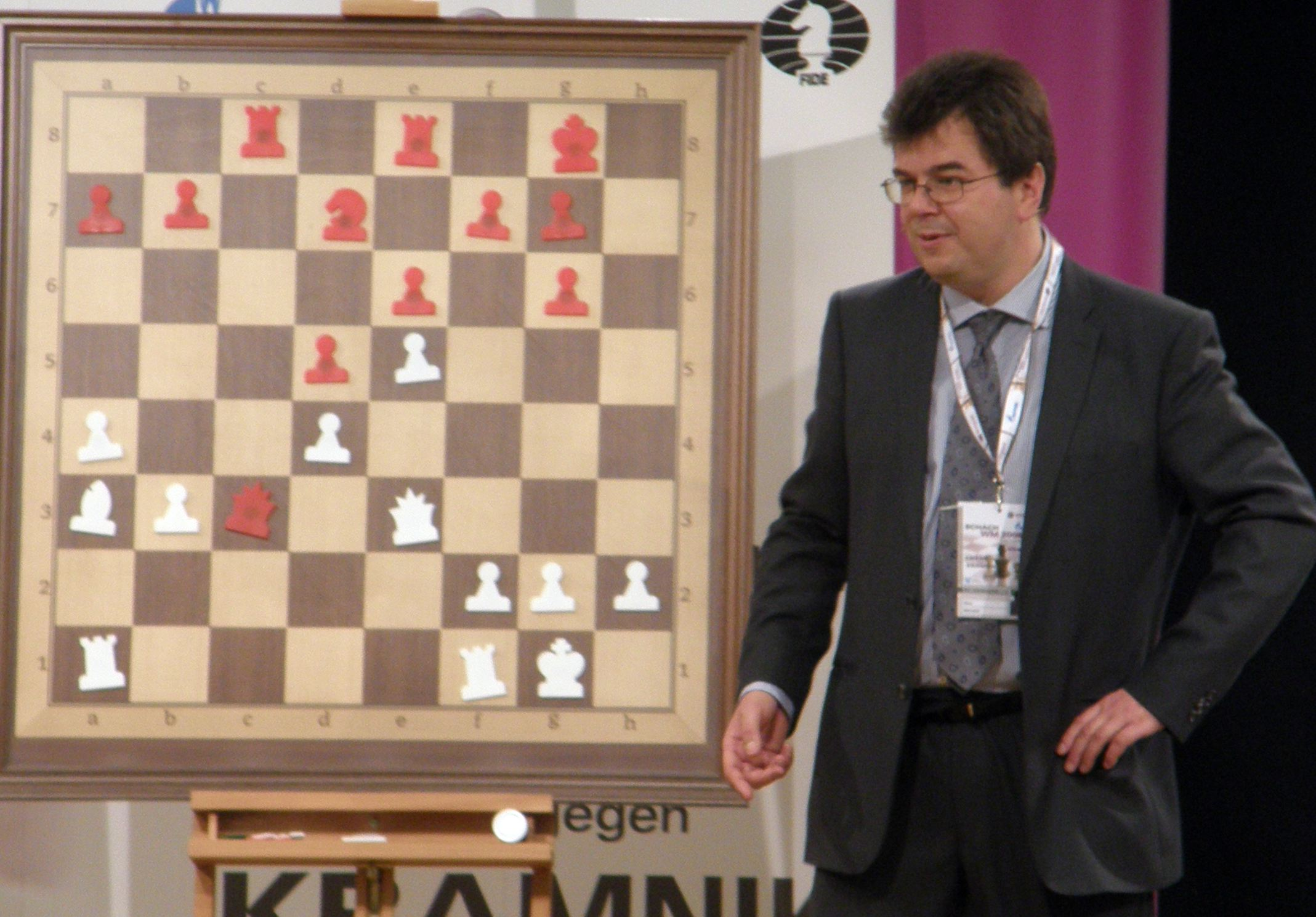
Klaus Bischoff

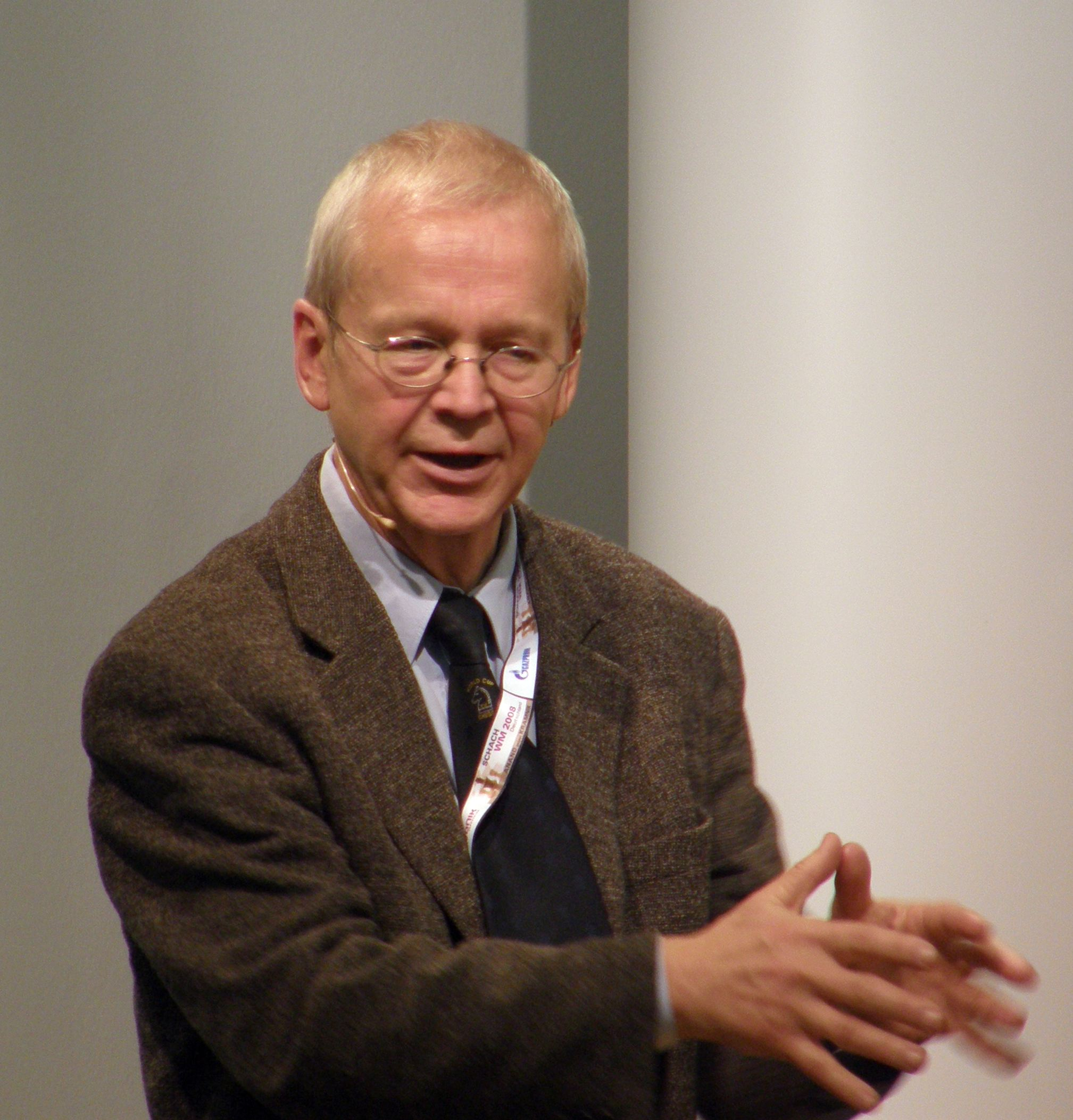
Helmut Pfleger

Das Preisgeld betrug 1,5 Millionen Euro. Es wurde – unabhängig vom Ausgang des Kampfes – gleichmäßig aufgeteilt, wobei jeweils 600.000 Euro an Anand und Kramnik gingen, 300.000 Euro an die FIDE als ausrichtenden Weltverband. Nach der „Toiletten-Affäre“ bei der WM 2006 in Elista und weiteren Vorwürfen über Betrug im Schach wurden Sicherheitsmaßnahmen eingeführt, die mit Hilfe von Metalldetektoren technische Manipulation und durch einen Gaze-Vorhang Blickkontakt ins Publikum verhindern sollten. Während eingeschaltete Mobiltelefone im Zuschauerraum nicht erwünscht waren und ein Handyklingeln bei einem der Kontrahenten sogar zum sofortigen Verlust der Partie führen sollte, war die Bewegung in den angrenzenden Kommentatorenraum und zurück für das Publikum nicht eingeschränkt. Dort waren Gespräche und Telefonate möglich, während die deutschen Großmeister Helmut Pfleger und Klaus Bischoff die laufenden Partien kommentierten und mit dem Publikum mögliche Züge diskutierten.
Beanstandungen der Einrichtung des Spielortes, wie sie 2006 zur „Toiletten-Affäre“ geführt hatten, sollten nicht möglich sein (Spielplan und Regeln, Abschnitt 3.15.3), zurückgewiesene Anrufungen des Beschwerdeausschusses konnten mit einer Strafe von 500 Euro belegt werden (Spielplan und Regeln, Abschnitt 3.14.1). Die Spieler waren verpflichtet, nach den Partien 20 Minuten lang für Pressefragen zur Verfügung zu stehen (Spielplan und Regeln, Abschnitt 3.11.2).
Die Namen von Anands Sekundanten wurden in der Vorbereitungszeit geheim gehalten, Anand hatte den dänischen Großmeister Peter Heine Nielsen jedoch bereits 2007 als Kern seines WM-Teams bezeichnet; zur Vorbereitung bevorzugte er eine lockere Zusammenarbeit mit mehreren Beratern gegenüber der festen Arbeit mit einem kleinen Team. Während der WM wurde er von den Sekundanten Peter Heine Nielsen, Rustam Kasimjanov, Surya Shekhar Ganguly und Radosław Wojtaszek unterstützt.
Kramnik gab die Mitglieder seines Helferteams, zu dem auch sein Manager gehörte, fünf Tage vor Wettkampfbeginn bekannt. Er wurde von den Großmeistern Péter Lékó, Sergei Rubljowski und Laurent Fressinet beraten.

## Zeitplan und Ergebnisse
Alle Partien begannen um 15 Uhr. Auf der Internetseite des Veranstalters Universal Event Promotion (UEP) wurden die ersten Partien zunächst um etwa eine halbe Stunde versetzt übertragen, seit der 5. Partie wurde dann auf eine Liveübertragung umgestellt.
| Partie | Datum (2008) | Partieergebnis | Partieergebnis | Eröffnung                          | ECO-Code | Züge | Zwischenstand | Zwischenstand |
| ------ | ------------ | -------------- | -------------- | ---------------------------------- | -------- | ---- | ------------- | ------------- |
|        |              | Anand          | Kramnik        |                                    |          |      | Anand         | Kramnik       |
| 1      | 14. Oktober  | ½              | ½              | Slawische Verteidigung             | D14      | 32   | ½             | ½             |
| 2      | 15. Oktober  | ½              | ½              | Nimzowitsch-Indische Verteidigung  | E25      | 32   | 1             | 1             |
| 3      | 17. Oktober  | 1              | 0              | Halbslawische Verteidigung         | D49      | 41   | 2             | 1             |
| 4      | 18. Oktober  | ½              | ½              | Abgelehntes Damengambit            | D37      | 29   | 2½            | 1½            |
| 5      | 20. Oktober  | 1              | 0              | Halbslawische Verteidigung         | D49      | 35   | 3½            | 1½            |
| 6      | 21. Oktober  | 1              | 0              | Klassisches System (Nimzo-Indisch) | E34      | 47   | 4½            | 1½            |
| 7      | 23. Oktober  | ½              | ½              | Slawische Verteidigung             | D19      | 37   | 5             | 2             |
| 8      | 24. Oktober  | ½              | ½              | Wiener Variante                    | D39      | 39   | 5½            | 2½            |
| 9      | 26. Oktober  | ½              | ½              | Moskauer Variante                  | D43      | 45   | 6             | 3             |
| 10     | 27. Oktober  | 0              | 1              | Nimzowitsch-Indische Verteidigung  | E20      | 29   | 6             | 4             |
| 11     | 29. Oktober  | ½              | ½              | Najdorf-Variante                   | B96      | 24   | 6½            | 4½            |

Somit hat Anand seinen Weltmeistertitel vorzeitig verteidigt.

## Verlauf

### 1. Partie
|   | a | b | c | d | e | f | g | h |   |
| 8 |   |   |   |   |   |   |   |   | 8 |
| 7 |   |   |   |   |   |   |   |   | 7 |
| 6 |   |   |   |   |   |   |   |   | 6 |
| 5 |   |   |   |   |   |   |   |   | 5 |
| 4 |   |   |   |   |   |   |   |   | 4 |
| 3 |   |   |   |   |   |   |   |   | 3 |
| 2 |   |   |   |   |   |   |   |   | 2 |
| 1 |   |   |   |   |   |   |   |   | 1 |
|   | a | b | c | d | e | f | g | h |   |

Kramnik-Anand ½:½
Bonn, 14. Oktober 2008
Slawische Verteidigung, D14
1. d4 d5 2. c4 c6 3. Sc3 Sf6 4. cxd5 cxd5 5. Lf4 Sc6 6. e3 Lf5 7. Sf3 e6 8. Db3 Lb4 9. Lb5 0–0 10. Lxc6 Lxc3+ 11. Dxc3 Tc8 12. Se5 Sg4 13. Sxg4 Lxg4 14. Db4 Txc6 15. Dxb7 Dc8 16. Dxc8 Tfxc8 17. 0–0 a5 18. f3 Lf5 19. Tfe1 Lg6 20. b3 f6 21. e4 dxe4 22. fxe4 Td8 23. Tad1 Tc2 24. e5 fxe5 25. Lxe5 Txa2 26. Ta1 Txa1 27. Txa1 Td5 28. Tc1 Td7 29. Tc5 Ta7 30. Tc7 Txc7 31. Lxc7 Lc2 32. Lxa5 Lxb3 ½:½
Die erste Partie endete nach drei Stunden mit einem ausgekämpften Remis. Anand (Schwarz) hatte zwischenzeitlich einen Bauern geopfert, doch Kramnik konnte keinen Vorteil erzielen. „Die Stellung erforderte ein Remis“, erklärten beide Spieler nach der Partie. Kramnik bemerkte, er „habe alles versucht, aber mehr war aus der Partie nicht herauszuholen“.

### 2. Partie
|   | a | b | c | d | e | f | g | h |   |
| 8 |   |   |   |   |   |   |   |   | 8 |
| 7 |   |   |   |   |   |   |   |   | 7 |
| 6 |   |   |   |   |   |   |   |   | 6 |
| 5 |   |   |   |   |   |   |   |   | 5 |
| 4 |   |   |   |   |   |   |   |   | 4 |
| 3 |   |   |   |   |   |   |   |   | 3 |
| 2 |   |   |   |   |   |   |   |   | 2 |
| 1 |   |   |   |   |   |   |   |   | 1 |
|   | a | b | c | d | e | f | g | h |   |

Anand-Kramnik ½:½
Bonn, 15. Oktober 2008
Nimzowitsch-Indische Verteidigung, E25
 1. d4 Sf6 2. c4 e6 3. Sc3 Lb4 4. f3 d5 5. a3 Lxc3+ 6. bxc3 c5 7. cxd5 Sxd5 8. dxc5 f5 9. Dc2 Sd7 10. e4 fxe4 11. fxe4 S5f6 12. c6 bxc6 13. Sf3 Da5 14. Ld2 La6 15. c4 Dc5 16. Ld3 Sg4 17. Lb4 De3+ 18. De2 0–0–0 19. Dxe3 Sxe3 20. Kf2 Sg4+ 21. Kg3 Sdf6 22. Lb1 h5 23. h3 h4+ 24. Sxh4 Se5 25. Sf3 Sh5+ 26. Kf2 Sxf3 27. Kxf3 e5 28. Tc1 Sf4 29. Ta2 Sd3 30. Tc3 Sf4 31. Lc2 Se6 32. Kg3 Td4 ½:½
Die zweite Partie endete nach knapp vier Stunden ebenfalls remis. „Ich war nicht überrascht von seiner Eröffnung, ich habe meine Lektionen gelernt. Es war heute ein sehr kompliziertes Spiel“, meinte Kramnik (Schwarz) im Anschluss. „Ich stand etwas besser, aber ich war in Zeitnot. Deshalb habe ich das Remis akzeptiert“, erklärte Anand.

### 3. Partie
|   | a | b | c | d | e | f | g | h |   |
| 8 |   |   |   |   |   |   |   |   | 8 |
| 7 |   |   |   |   |   |   |   |   | 7 |
| 6 |   |   |   |   |   |   |   |   | 6 |
| 5 |   |   |   |   |   |   |   |   | 5 |
| 4 |   |   |   |   |   |   |   |   | 4 |
| 3 |   |   |   |   |   |   |   |   | 3 |
| 2 |   |   |   |   |   |   |   |   | 2 |
| 1 |   |   |   |   |   |   |   |   | 1 |
|   | a | b | c | d | e | f | g | h |   |

|   | a | b | c | d | e | f | g | h |   |
| 8 |   |   |   |   |   |   |   |   | 8 |
| 7 |   |   |   |   |   |   |   |   | 7 |
| 6 |   |   |   |   |   |   |   |   | 6 |
| 5 |   |   |   |   |   |   |   |   | 5 |
| 4 |   |   |   |   |   |   |   |   | 4 |
| 3 |   |   |   |   |   |   |   |   | 3 |
| 2 |   |   |   |   |   |   |   |   | 2 |
| 1 |   |   |   |   |   |   |   |   | 1 |
|   | a | b | c | d | e | f | g | h |   |

Kramnik-Anand 0:1
Bonn, 17. Oktober 2008
Halbslawische Verteidigung, D49
1. d4 d5 2. c4 c6 3. Sf3 Sf6 4. Sc3 e6 5. e3 Sbd7 6. Ld3 dxc4 7. Lxc4 b5 8. Ld3 a6 9. e4 c5 10. e5 cxd4 11. Sxb5 axb5 12. exf6 gxf6 13. 0–0 Db6 14. De2 Lb7 15. Lxb5 Ld6 16. Td1 Tg8 17. g3 Tg4 18. Lf4 Lxf4 19. Sxd4 h5 20. Sxe6 fxe6 21. Txd7 Kf8 22. Dd3 Tg7 23. Txg7 Kxg7 24. gxf4 Td8 25. De2 Kh6 26. Kf1 Tg8 27. a4 Lg2+ 28. Ke1 Lh3 29. Ta3 (besser: 29. Td1) Tg1+ 30. Kd2 Dd4+ 31. Kc2 Lg4 32. f3 (siehe Diagramm, eine Verteidigungsmöglichkeit bestand in 32. Td3) Lf5+ 33. Ld3 Lh3 (schneller gewinnt 33. … Lxd3+ 34. Txd3 Dc4+ und falls 35. Kd2 Dc1#) 34. a5 (besser 34. Dd2) Tg2 35. a6 Txe2+ 36. Lxe2 Lf5+ 37. Kb3 De3+ 38. Ka2 Dxe2 39. a7 Dc4+ 40. Ka1 Df1+ 41. Ka2 Lb1+ 0:1
Nach vier Stunden gab Kramnik (weiß) auf. Er machte im 33. Zug einen Fehler, wonach Anand seinerseits den sofortigen Sieg übersah, durch seine aktiven Figuren jedoch trotz knapper Zeit den Sieg sicherstellte. „Ich dachte, beim Königszug würde ich verlieren“, so Kramnik hinterher in Bezug auf die Alternative 33. Kb3. In der Analyse von Dorian Rogozenco wird 32. f3 als entscheidender Fehler benannt.

### 4. Partie
|   | a | b | c | d | e | f | g | h |   |
| 8 |   |   |   |   |   |   |   |   | 8 |
| 7 |   |   |   |   |   |   |   |   | 7 |
| 6 |   |   |   |   |   |   |   |   | 6 |
| 5 |   |   |   |   |   |   |   |   | 5 |
| 4 |   |   |   |   |   |   |   |   | 4 |
| 3 |   |   |   |   |   |   |   |   | 3 |
| 2 |   |   |   |   |   |   |   |   | 2 |
| 1 |   |   |   |   |   |   |   |   | 1 |
|   | a | b | c | d | e | f | g | h |   |

Anand-Kramnik ½:½
Bonn, 18. Oktober 2008
Abgelehntes Damengambit, D37
1. d4 Sf6 2. c4 e6 3. Sf3 d5 4. Sc3 Le7 5. Lf4 0–0 6. e3 Sbd7 7. a3 c5 8. cxd5 Sxd5 9. Sxd5 exd5 10. dxc5 Sxc5 11. Le5 Lf5 12. Le2 Lf6 13. Lxf6 Dxf6 14. Sd4 Se6 15. Sxf5 Dxf5 16. 0–0 Tfd8 17. Lg4 De5 18. Db3 Sc5 19. Db5 b6 20. Tfd1 Td6 21. Td4 a6 22. Db4 h5 23. Lh3 Tad8 24. g3 g5 25. Tad1 g4 26. Lg2 Se6 27.T4d3 d4 28. exd4 Txd4 29. Txd4 Txd4 ½:½
Die vierte Partie endete nach rund zweieinhalb Stunden unentschieden. Beide Spieler zeigten sich mit dem Ergebnis zufrieden. Während Anand (Weiß) als Gesamt-Führender nicht auf einen Sieg angewiesen war, wurde das Ergebnis als „ein wichtiges Remis für Kramnik“ eingeschätzt, da dieser „sich nach der gestrigen Niederlage in der dritten Partie in einer psychologisch unangenehmen Situation befand“.

### 5. Partie
|   | a | b | c | d | e | f | g | h |   |
| 8 |   |   |   |   |   |   |   |   | 8 |
| 7 |   |   |   |   |   |   |   |   | 7 |
| 6 |   |   |   |   |   |   |   |   | 6 |
| 5 |   |   |   |   |   |   |   |   | 5 |
| 4 |   |   |   |   |   |   |   |   | 4 |
| 3 |   |   |   |   |   |   |   |   | 3 |
| 2 |   |   |   |   |   |   |   |   | 2 |
| 1 |   |   |   |   |   |   |   |   | 1 |
|   | a | b | c | d | e | f | g | h |   |

Kramnik-Anand 0:1
Bonn, 20. Oktober 2008
Halbslawische Verteidigung, D49
1. d4 d5 2. c4 c6 3. Sf3 Sf6 4. Sc3 e6 5. e3 Sbd7 6. Ld3 dxc4 7. Lxc4 b5 8. Ld3 a6 9. e4 c5 10. e5 cxd4 11. Sxb5 axb5 12. exf6 gxf6 13. 0–0 Db6 14. De2 Lb7 15. Lxb5 Tg8 16. Lf4 Ld6 17. Lg3 f5 18. Tfc1 f4 19. Lh4 Le7 20. a4 Lxh4 21. Sxh4 Ke7 22. Ta3 Tac8 23. Txc8 Txc8 (Kramnik vereinfachte unter Zeitdruck.) 24. Ta1 Dc5 25. Dg4 De5 26. Sf3 Df6 27. Te1 Tc5 28. b4 Tc3 29. Sxd4 (Die folgende Abwicklung, eine Falle Anands, hatte Kramnik anscheinend nicht bis zu Ende berechnet.) Dxd4 30. Td1 Sf6 31. Txd4 Sxg4 32. Td7+ Kf6 33. Txb7 Tc1+ 34. Lf1 Se3 (siehe Diagramm) 35. fxe3 fxe3 0:1 Der schwarze Freibauer entscheidet die Partie.
Die Kontrahenten wiederholten die Eröffnung der dritten Partie, eine Variante im Meraner System: „Diese Stellung ist von großer Bedeutung. Wenn Kramnik hier keinen Vorteil für Weiß nachweisen kann, steht er in diesem Wettkampf vor echten Schwierigkeiten.“ Denn mit dieser Stellung, „Anands Hauptwaffe“ gegen das Damengambit, dürfte „sich Kramnik vor dem Wettkampf ausführlich […] beschäftigt“ haben, kommentierte Dorian Rogozenco. Doch Anand wich als Erster mit 15. … Tg8 (statt 15. … Ld6) von der dritten Partie ab und erwarb dadurch einen leichten Vorteil. Bei relativ knapper Bedenkzeit übersah Kramnik einen taktischen Kniff, der schließlich im 34. Zug die Partie entschied. „Ich kann mir eine bessere Situation vorstellen. Aber meine Lage ist noch nicht völlig hoffnungslos“, erklärte er nach seiner zweiten Niederlage. In Indien ist das in der dritten und fünften Partie von Anand gespielte 14. … Lb7 inzwischen als „Bonner Variante“ bekannt.

### 6. Partie
|   | a | b | c | d | e | f | g | h |   |
| 8 |   |   |   |   |   |   |   |   | 8 |
| 7 |   |   |   |   |   |   |   |   | 7 |
| 6 |   |   |   |   |   |   |   |   | 6 |
| 5 |   |   |   |   |   |   |   |   | 5 |
| 4 |   |   |   |   |   |   |   |   | 4 |
| 3 |   |   |   |   |   |   |   |   | 3 |
| 2 |   |   |   |   |   |   |   |   | 2 |
| 1 |   |   |   |   |   |   |   |   | 1 |
|   | a | b | c | d | e | f | g | h |   |

|   | a | b | c | d | e | f | g | h |   |
| 8 |   |   |   |   |   |   |   |   | 8 |
| 7 |   |   |   |   |   |   |   |   | 7 |
| 6 |   |   |   |   |   |   |   |   | 6 |
| 5 |   |   |   |   |   |   |   |   | 5 |
| 4 |   |   |   |   |   |   |   |   | 4 |
| 3 |   |   |   |   |   |   |   |   | 3 |
| 2 |   |   |   |   |   |   |   |   | 2 |
| 1 |   |   |   |   |   |   |   |   | 1 |
|   | a | b | c | d | e | f | g | h |   |

Anand-Kramnik 1:0
Bonn, 21. Oktober 2008
Nimzowitsch-Indische Verteidigung, E34
1. d4 Sf6 2. c4 e6 3. Sc3 Lb4 4. Dc2 d5 5. cxd5 Dxd5 6. Sf3 Df5 7. Db3 Sc6 8. Ld2 0–0 9. h3 (Ein neuer Zug, bisher spielte Weiß hier stets 9. e3.) 9. … b6 10. g4 Da5 11. Tc1 Lb7 12. a3 Lxc3 13. Lxc3 Dd5 14. Dxd5 Sxd5 15. Ld2 Sf6 16. Tg1 Tac8 17. Lg2 Se7 18. Lb4 c5 19. dxc5 Tfd8 20. Se5 Lxg2 21. Txg2 bxc5 22. Txc5 Se4 23. Txc8 Txc8 24. Sd3 Sd5 25. Ld2 Tc2 26. Lc1 f5 27. Kd1 Tc8 28. f3 Sd6 29. Ke1 a5 30. e3 e5 31. gxf5 e4 32. fxe4 Sxe4 33. Ld2 a4 34. Sf2 Sd6 35. Tg4 Sc4 36. e4 Sf6 37. Tg3 Sxb2 38. e5 Sd5 39. f6 Kf7 (siehe Diagramm) 40. Se4 Sc4 41. fxg7 (leichter war 41. Txg7+) 41. … Kg8 42. Td3 Sdb6 43. Lh6 (möglich war auch 43. e6 und falls 43. … Kxg7 44. Tg3+ nebst Matt) 43. … Sxe5 44. Sf6+ Kf7 45. Tc3 Txc3 46. g8D+ Kxf6 47. Lg7+ 1:0
Exweltmeister Anatoli Karpow eröffnete symbolisch die sechste Partie. Anand (Weiß) nahm „zwei Bauernopfer an und spielte den Vorteil mit stoischer Ruhe aus“, so dass Kramnik in der Zeitnot vor dem 40. Zug Ungenauigkeiten unterliefen. Nach der Partie ließ Karpow verlauten, dass Kramniks schlechte Form offensichtlich sei. Erstmals mussten sich Anand und Kramnik nach der sechsten Partie einer Dopingprobe stellen. Die Eröffnungsneuerung 9. h3 wurde zur wichtigsten in Band 104 des Schachinformators gewählt.

### 7. Partie
|   | a | b | c | d | e | f | g | h |   |
| 8 |   |   |   |   |   |   |   |   | 8 |
| 7 |   |   |   |   |   |   |   |   | 7 |
| 6 |   |   |   |   |   |   |   |   | 6 |
| 5 |   |   |   |   |   |   |   |   | 5 |
| 4 |   |   |   |   |   |   |   |   | 4 |
| 3 |   |   |   |   |   |   |   |   | 3 |
| 2 |   |   |   |   |   |   |   |   | 2 |
| 1 |   |   |   |   |   |   |   |   | 1 |
|   | a | b | c | d | e | f | g | h |   |

Anand-Kramnik ½:½
Bonn, 23. Oktober 2008
Slawische Verteidigung, D19
1. d4 d5 2. c4 c6 3. Sf3 Sf6 4. Sc3 dxc4 5. a4 Lf5 6. e3 e6 7. Lxc4 Lb4 8. 0–0 Sbd7 9. De2 Lg6 10. e4 0–0 11. Ld3 Lh5 12. e5 Sd5 13. Sxd5 cxd5 14. De3 Te8 15. Se1 Lg6 16. Lxg6 hxg6 17. Sd3 Db6 18. Sxb4 Dxb4 19. b3 Tac8 20. La3 Dc3 21. Tac1 Dxe3 22. fxe3 f6 23. Ld6 g5 24. h3 Kf7 25. Kf2 Kg6 26. Ke2 fxe5 27. dxe5 b6 28. b4 Tc4 29. Txc4 dxc4 30. Tc1 Tc8 31. g4 a5 32. b5 c3 33. Tc2 Kf7 34. Kd3 Sc5+ 35. Lxc5 Txc5 36. Txc3 Txc3+ 37. Kxc3 ½:½

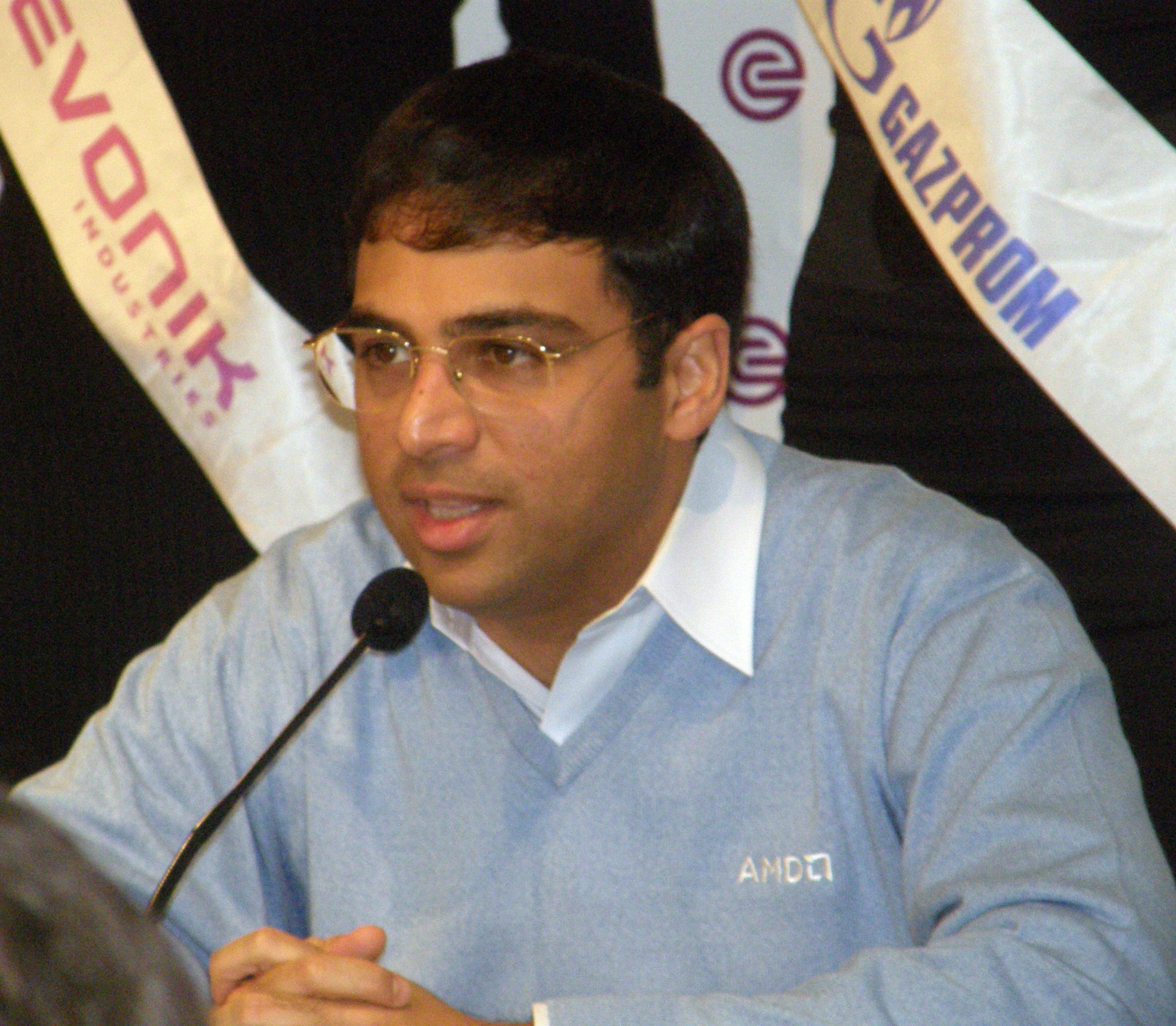
Anand auf der Pressekonferenz nach der siebten Partie

Mit Slawischer Verteidigung spielte Kramnik „diesmal umsichtiger und geriet auch nicht wie zuvor in Zeitnot.“ Er baute mit Schwarz eine solide Stellung auf und konnte die Partie bei genauer Verteidigung ohne große Schwierigkeiten Remis halten. Denn in einer schwierigen Stellung gelang es Kramnik, unter Bauernopfer eine Festung aufzubauen, bei der der weiße Mehrbauer ohne Bedeutung war. Anand kommentierte: „Ich stand zum Schluss etwas besser und hätte mehr riskieren können, aber ich wählte die Remisvariante“.

### 8. Partie
|   | a | b | c | d | e | f | g | h |   |
| 8 |   |   |   |   |   |   |   |   | 8 |
| 7 |   |   |   |   |   |   |   |   | 7 |
| 6 |   |   |   |   |   |   |   |   | 6 |
| 5 |   |   |   |   |   |   |   |   | 5 |
| 4 |   |   |   |   |   |   |   |   | 4 |
| 3 |   |   |   |   |   |   |   |   | 3 |
| 2 |   |   |   |   |   |   |   |   | 2 |
| 1 |   |   |   |   |   |   |   |   | 1 |
|   | a | b | c | d | e | f | g | h |   |

Kramnik-Anand ½:½
Bonn, 24. Oktober 2008
Abgelehntes Damengambit (Wiener Variante), D39
1. d4 Sf6 2. c4 e6 3. Sf3 d5 4. Sc3 dxc4 5. e4 Lb4 6. Lg5 c5 7. Lxc4 cxd4 8. Sxd4 Da5 9. Lb5+ Ld7 10. Lxf6 Lxb5 („[N]ach Anands Neuerung kommt es zu einer Stellung, die in der Praxis noch nie vorgekommen ist.“) 11. Sdxb5 gxf6 12. 0–0 Sc6 13. a3 Lxc3 14. Sxc3 Tg8 15. f4 Td8 16. De1 Db6+ 17. Tf2 Td3 18. De2 Dd4 19. Te1 a6 20. Kh1 Kf8 21. Tef1 Tg6 22. g3 Kg7 23. Td1 Txd1+ 24. Sxd1 Kh8 25. Sc3 Tg8 26. Kg2 Td8 27. Dh5 Kg7 28. Dg4+ Kh8 29. Dh5 Kg7 30. Dg4+ Kh8 31. Dh4 Kg7 32. e5 f5 33. Df6+ Kg8 34. Dg5+ Kh8 35. Df6+ Kg8 36. Te2 Dc4 37. Dg5+ Kh8 38. Df6+ Kg8 39. Dg5+ Kh8 ½:½
Nachdem Bundesfinanzminister Peer Steinbrück, Schirmherr dieser Schach-WM, die achte Partie symbolisch eröffnet hatte, gelang es Kramnik mit den weißen Figuren, zeitweise Vorteil zu erlangen. Doch Anand „spielte fast fehlerfrei und behielt stets kühlen Kopf“ und konnte mit aggressivem Spiel größere Stellungsnachteile vermeiden. „Ich habe alles versucht, aber mein Gegner hat sehr genau verteidigt“, beurteilte Kramnik das Spiel, als es nach 3:40 Stunden mit einem Unentschieden beendet war.
Dass Kramnik riskanter spielen müsse, um ein Spiel gegen Anand zu gewinnen, wies dieser von sich: Es ergebe keinen Sinn, „wie ein Idiot zu verlieren“, kommentierte er und sah gleichzeitig erstmals „die etwas bessere Position im Match“ auf seiner Seite, ohne daraus Kapital schlagen zu können.

### 9. Partie
|   | a | b | c | d | e | f | g | h |   |
| 8 |   |   |   |   |   |   |   |   | 8 |
| 7 |   |   |   |   |   |   |   |   | 7 |
| 6 |   |   |   |   |   |   |   |   | 6 |
| 5 |   |   |   |   |   |   |   |   | 5 |
| 4 |   |   |   |   |   |   |   |   | 4 |
| 3 |   |   |   |   |   |   |   |   | 3 |
| 2 |   |   |   |   |   |   |   |   | 2 |
| 1 |   |   |   |   |   |   |   |   | 1 |
|   | a | b | c | d | e | f | g | h |   |

Anand-Kramnik ½:½
Bonn, 26. Oktober 2008
Halbslawische Verteidigung (Moskauer Variante), D43
1. d4 d5 2. c4 e6 3. Sf3 Sf6 4. Sc3 c6 5. Lg5 h6 6. Lh4 (Anti-Moskauer Variante) dxc4 7. e4 g5 8. Lg3 b5 9. Le2 Lb7 10. Dc2 Sbd7 11. Td1 Lb4 12. Se5 De7 13. 0–0 Sxe5 14. Lxe5 0–0 15. Lxf6 Dxf6 16. f4 Dg7 17. e5 c5 18. Sxb5 cxd4 19. Dxc4 a5 20. Kh1 Tac8 21. Dxd4 gxf4 22. Lf3 La6 23. a4 Tc5 24. Dxf4 Txe5 25. b3 Lxb5 26. axb5 Txb5 27. Le4 Lc3 28. Lc2 Le5 29. Df2 Lb8 30. Df3 Tc5 31. Ld3 Tc3 32. g3 Kh8 33. Db7 f5 34. Db6 De5 35. Db7 Dc7 36. Dxc7 Lxc7 37. Lc4 Te8 38. Td7 a4 39. Txc7 axb3 40. Tf2 Tb8 41. Tb2 h5 42. Kg2 h4 43. Tc6 hxg3 44. hxg3 Tg8 45. Txe6 Txc4 ½:½
Diesmal wurde die Moskauer Variante der Halbslawischen Verteidigung gespielt. Anand entschied sich für die schärfste Antwort, das Anti-Moskauer Gambit. Kramnik erlangte mit Schwarz Vorteil und schien zeitweise vor seinem ersten Sieg zu stehen. Anstatt einen riskanten Angriff zu führen, ließ er sich jedoch unter Zeitnot aus Angst, einen Fehler zu machen, auf einen Damentausch im 36. Zug ein. Anand machte trotz Zeitnot erneut keinen Fehler und bestätigte nachher Kramniks zwischenzeitlichen Vorteil: „Ich habe heute nicht gut gespielt. Es war mein härtestes Spiel bis jetzt. Ich dachte, ich hätte eine verlorene Position.“ Schließlich führte die spannende Partie zu einem unentschiedenen Endspiel.

### 10. Partie
|   | a | b | c | d | e | f | g | h |   |
| 8 |   |   |   |   |   |   |   |   | 8 |
| 7 |   |   |   |   |   |   |   |   | 7 |
| 6 |   |   |   |   |   |   |   |   | 6 |
| 5 |   |   |   |   |   |   |   |   | 5 |
| 4 |   |   |   |   |   |   |   |   | 4 |
| 3 |   |   |   |   |   |   |   |   | 3 |
| 2 |   |   |   |   |   |   |   |   | 2 |
| 1 |   |   |   |   |   |   |   |   | 1 |
|   | a | b | c | d | e | f | g | h |   |

Kramnik-Anand 1:0
Bonn, 27. Oktober 2008
Nimzowitsch-Indische Verteidigung, E20
1. d4 Sf6 2. c4 e6 3. Sc3 Lb4 4. Sf3 c5 5. g3 cxd4 6. Sxd4 0–0 7. Lg2 d5 8. cxd5 Sxd5 9. Db3 Da5 10. Ld2 Sc6 11. Sxc6 bxc6 12. 0–0 Lxc3 13. bxc3 La6 14. Tfd1 Dc5 15. e4 Lc4 16. Da4 Sb6 17. Db4 Dh5 18. Te1 c5 19. Da5 Tfc8 20. Le3 Le2 21. Lf4 e5 22. Le3 Lg4 23. Da6 f6 24. a4 Df7 25. Lf1 Le6 26. Tab1 c4 27. a5 Sa4 28. Tb7 De8 29. Dd6 (es droht 30. Te7 mit Figurengewinn; nach 29. … Lf7 kann Weiß 30. Db4 31. Ta1 oder 30. Db4 31. Td1 32. Td7 ziehen) 1:0
Kramnik (Weiß) konnte den Titelverteidiger, der eine Variante der Nimzowitsch-Indischen Verteidigung wählte, mit einer Neuerung im 18. Zug überraschen (er zog 18. Te1 statt des üblichen 18. Lf4) und einen Vorteil gewinnen, so dass Anand in Zeitnot geriet und bei ungewohnt unpräzisem Spiel Schwächen offenbarte. Nach 2:54 Stunden gab Anand vor seinem 29. Zug auf, da seine Stellung „vollkommen hoffnungslos“ wurde und zudem ein Figurengewinn für Kramnik drohte.
Mit dem Sieg in der zehnten Partie konnte Kramnik zwar ein Debakel vermeiden, doch seine verbliebenen Chancen wurden als sehr gering eingeschätzt, obwohl seine Form in den letzten Partien angestiegen war, und er bereits in der achten und neunten Partie Stellungsvorteile verbuchen konnte. Kramniks Manager Carsten Hensel bezeichnete am Ruhetag einen Gesamtsieg Kramniks sogar als „die größte Sensation der Schachgeschichte“.

### 11. Partie
|   | a | b | c | d | e | f | g | h |   |
| 8 |   |   |   |   |   |   |   |   | 8 |
| 7 |   |   |   |   |   |   |   |   | 7 |
| 6 |   |   |   |   |   |   |   |   | 6 |
| 5 |   |   |   |   |   |   |   |   | 5 |
| 4 |   |   |   |   |   |   |   |   | 4 |
| 3 |   |   |   |   |   |   |   |   | 3 |
| 2 |   |   |   |   |   |   |   |   | 2 |
| 1 |   |   |   |   |   |   |   |   | 1 |
|   | a | b | c | d | e | f | g | h |   |

Anand-Kramnik ½:½
Bonn, 29. Oktober 2008
Sizilianische Verteidigung (Najdorf-Variante), B96
1. e4 c5 2. Sf3 d6 3. d4 cxd4 4. Sxd4 Sf6 5. Sc3 a6 6. Lg5 e6 7. f4 Dc7 8. Lxf6 gxf6 9. f5 Dc5 10. Dd3 Sc6 11. Sb3 De5 12. 0–0–0 exf5 13. De3 Lg7 14. Td5 De7 15. Dg3 Tg8 16. Df4 fxe4 17. Sxe4 f5 18. Sxd6+ Kf8 19. Sxc8 Txc8 20. Kb1 De1+ 21. Sc1 Se7 22. Dd2 Dxd2 23. Txd2 Lh6 24. Tf2 Le3 ½:½
Die elfte Partie eröffnete Anand (Weiß) erstmals bei dieser Weltmeisterschaft mit dem Königsbauern auf e4, „seinem Lieblingszug“. Kramnik versuchte mit der aggressiven Najdorf-Variante der Sizilianischen Verteidigung einen Vorteil zu erzielen und brachte mit 12. … exf5 eine riskante Neuerung, die ihm kurzfristig einen Mehrbauern einbrachte. Anand gewann den geopferten Bauern im 18. Zug zurück und vereinfachte danach die Stellung. Im 22. Zug erzwang er den Damentausch. Danach hatte Kramnik keine realistischen Gewinnchancen mehr und bot nach 3:01 Stunden Spielzeit in etwas schlechterer Stellung Remis an, was Anand zum Wettkampfsieg genügte.

## Nach der WM

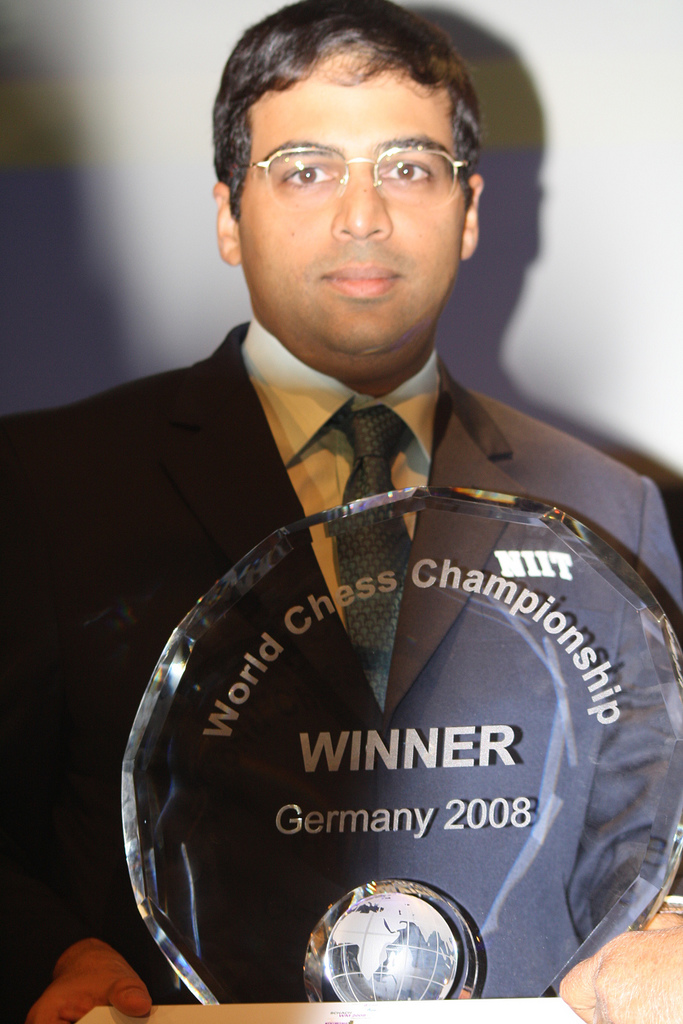
Anand bei der Siegerehrung mit der Trophäe.

Im Anschluss an die elfte Partie fand die Siegerehrung im Spielsaal statt. FIDE-Ehrenpräsident Florencio Campomanes und der Matchdirektor und Präsident des Veranstalters UEP Josef Resch überreichten die gläsernen Trophäen an Titelverteidiger Anand und den gescheiterten Herausforderer Kramnik. „Für mich war es etwas Besonderes und das größte Match seit dem Kampf gegen Garri Kasparow 1995 in New York“, bewertete Anand seinen dritten Weltmeisterschaftskampf.
In die Reihe der Kommentatoren, die Anands Spiel als „fast fehlerlos und zugleich brillant, mit Mut zu Neuerungen und Verwicklungen“ beurteilten, fügte sich auch Ex-Weltmeister Garri Kasparow ein:

„Es war ein ausgezeichneter Wettkampf von Vishy. Außer dem Verlust an Konzentration in der 10. Partie spielte er sehr konsequent und schaffte es, seinen Stil durchzusetzen. […] Es wird nicht leicht werden für die jüngere Generation, ihn zu verdrängen.“

Artur Jussupow äußerte Ähnliches:

„Anand kann schnell rechnen, besitzt ein gutes Stellungsgefühl, pflegt eine aggressive und gleichzeitig natürliche Spielweise. Er hat die notwendige innere Balance gefunden und ist auf dem höchsten Punkt seiner Schachkarriere.“

Der Präsident des Deutschen Schachbundes, Robert K. von Weizsäcker, relativierte den Endstand:

„Er [Anand] hat rechenintensive Stellungstypen herbeigeführt, dabei fühlte er sich wie ein Fisch im Wasser. Aber der Abstand ist am Ende etwas zu hoch, so viel besser ist Anand nicht.“

Helmut Pfleger, einer der Großmeister, die den WM-Kampf von Anfang an kommentiert hatten, erläuterte die Bedeutung des Endstandes:

„Es ist unerhört, dass Kramnik zweimal mit Weiß verloren hat. Auf diesem Weltklasseniveau ist das Endergebnis fast schon ein Untergang.“

Pfleger betonte neben den Fähigkeiten Anands aber auch den Stellenwert der Schachweltmeisterschaft 2008 für die Vereinigung der Weltmeistertitel und für die Vorbildfunktion Anands und Kramniks als stets höfliche Kontrahenten:

„Er [Anand] ist schon immer ein sehr starker Großmeister gewesen, aber im letzten Jahrzehnt noch weiter gereift und heute ein universeller Spieler. Das ist wirklich der beste Anand, den die Schachwelt je gesehen hat. […] Das Niveau war gut, die Wiedervereinigung im Schach ist jetzt endgültig gelungen. Zwei untadelige Sportler haben viel dazu beigetragen.“

Das Fazit des Großmeisters Amador Rodríguez, der für UEP die letzten Partien kommentierte, lautete im selben Sinne:

“It was a very good match, where both players fought hard over the board and at the same time were true gentlemen outside of it.”

„Es war ein sehr guter Zweikampf, bei dem beide Spieler hart am Brett gekämpft haben, aber abseits davon wahre Ehrenmänner waren.“

Die Bilanz des Veranstalters UEP belief sich auf 3780 zahlende Besucher in der Bonner Kunsthalle (bei 4400 verfügbaren Eintrittskarten), 427 Medienvertreter aus 28 Ländern sowie insgesamt 1.271.000 Besucher auf zehn Internetservern, die die Partien live verfolgten.
Durch 3:1 gewonnene Spiele bei dieser Weltmeisterschaft konnte Anand die Gesamtbilanz aus allen Spielen gegen Kramnik zu 7:7 ausgleichen, wobei Kramnik weiterhin kein Sieg mit den schwarzen Steinen gelungen ist:
|                                  | Sieg Anands | Remis | Sieg Kramniks |
| -------------------------------- | ----------- | ----- | ------------- |
| Anand (Weiß) – Kramnik (Schwarz) | 3           | 24    | 0             |
| Kramnik (Weiß) – Anand (Schwarz) | 4           | 24    | 7             |
| Insgesamt                        | 7           | 48    | 7             |